# اپیک ویکتوری

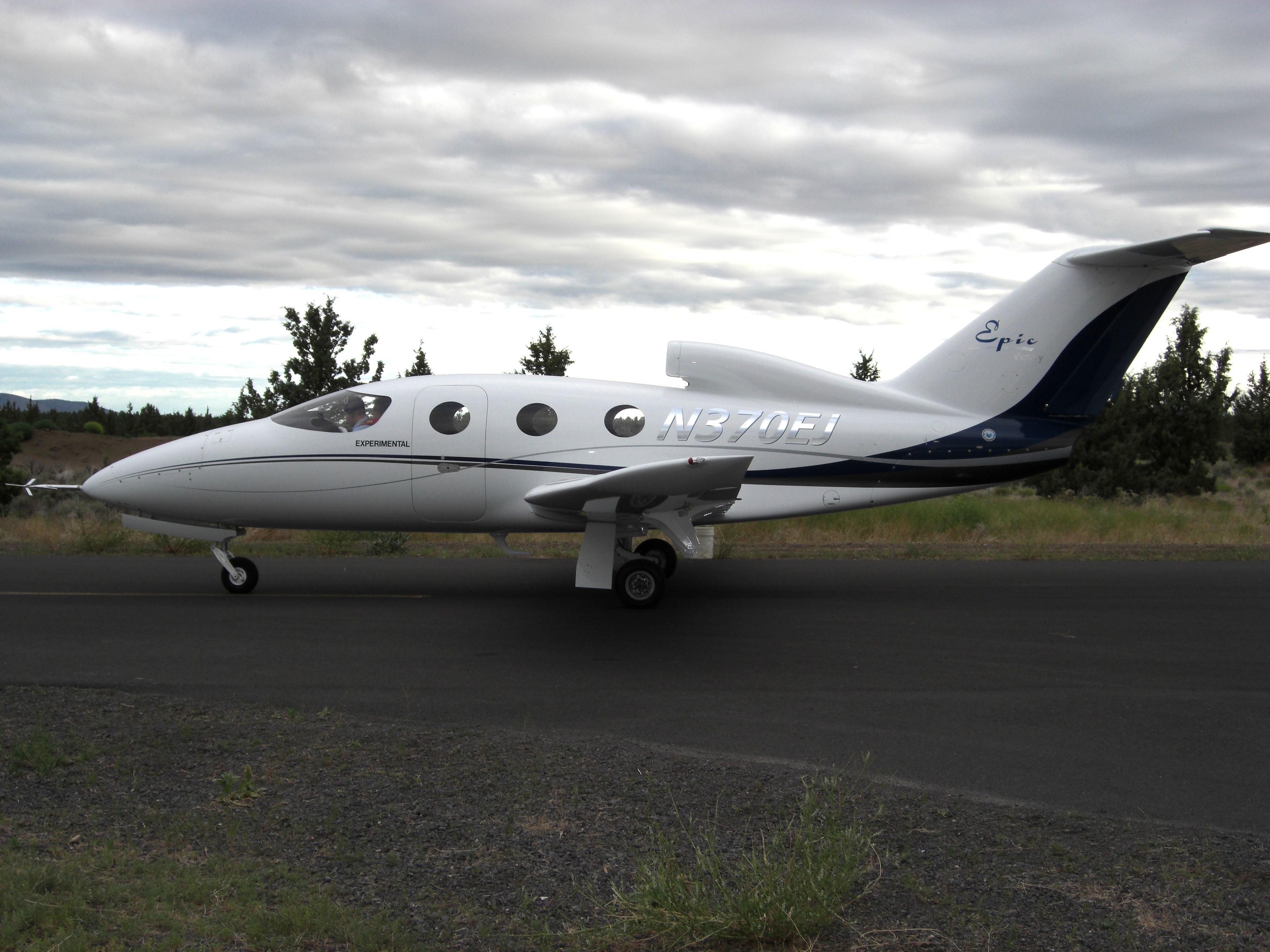
پرواز آزمایشی اپیک ویکتوری در بند، اورگن

اپیک ویکتوری (به انگلیسی: Epic Victory) دومین هواپیمای جت آزمایشی طراحی شده توسط شرکت هواپیمایی اپیک واقع در بند، اورگن بود. این شرکت در سال ۲۰۰۹ اعلام ورشکستگی کرد و دارایی‌های آن توسط شرکت شرکت صنعت هوانوردی چین و گروه سازندگان LT خریداری شد.  

## مشخصات فنی
- خدمه: ۱
- ظرفیت: ۳ تا ۴
- طول: ۳۳ فوت ۵ اینچ (۱۰.۱۹ متر)

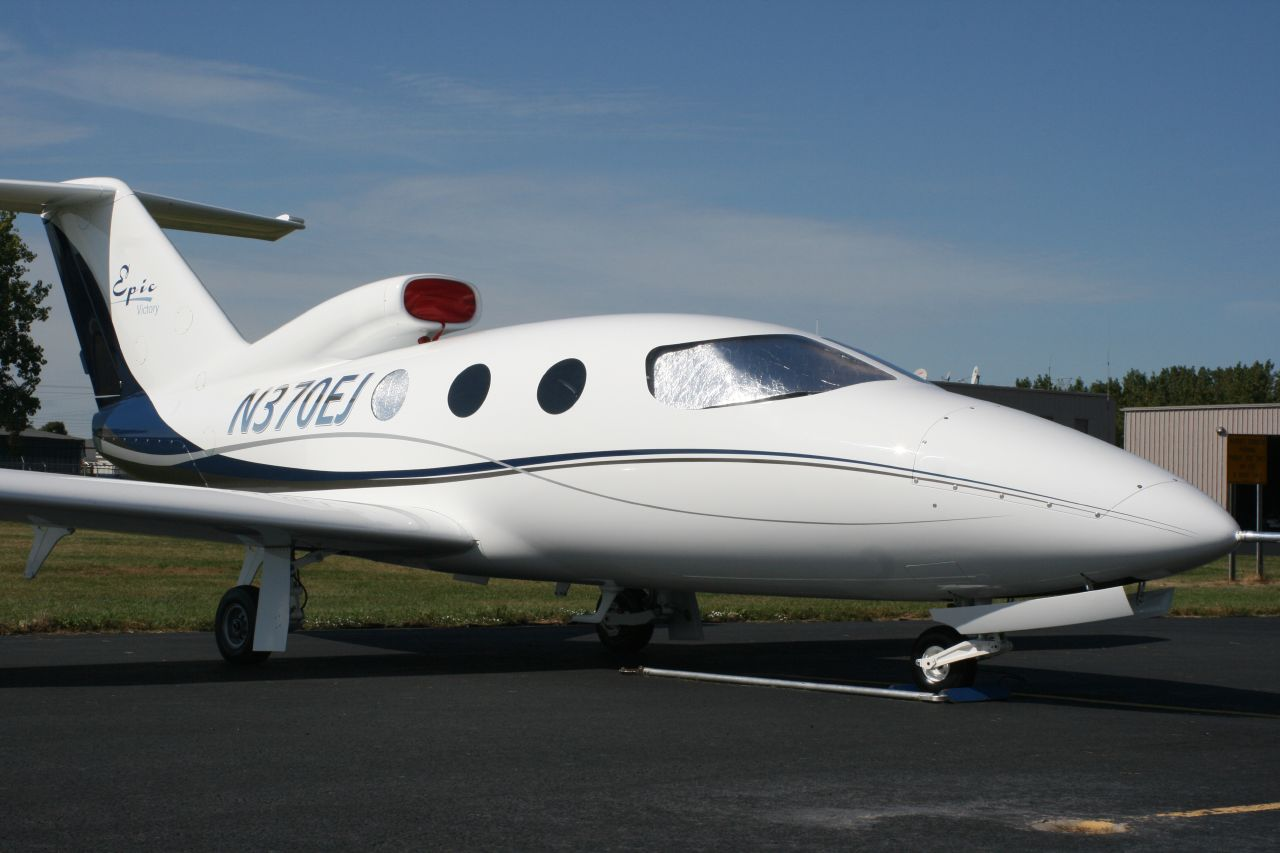
اپیک ویکتوری

- بال عقب: ۳۶ فوت ۴ اینچ (۱۱.۰۸متر)
- ارتفاع: ۱۰ فوت ۸ اینچ در (۳.۲۶ متر)
- وزن خالی: ۲۷۰۰ پوند (۱۲۲۵ کیلوگرم)
- وزن ناخالص: ۵۵۰۰ پوند (۲۴۹۵ کیلوگرم)

کارایی
- حداکثر سرعت: ۳۶۸ مایل در ساعت (۵۹۲ کیلومتر در ساعت)
- سرعت کروز: ۲۸۸ مایل در ساعت (۴۶۳ کیلومتر در ساعت)
- محدوده: ۱۳۸۰ مایل (۲۲۲۲ کیلومتر)
- سقف سرویس: ۲۸۰۰۰ فوت (۸۵۳۷ متر)